# Stiftung trias
Die „Stiftung trias — gemeinnützige Stiftung für Boden, Ökologie und Wohnen“ ist eine selbstständige Stiftung des privaten Rechts mit Sitz in Hattingen (Nordrhein-Westfalen).
Sie wurde am 2. März 2002 mit einem Stiftungskapital von 74.500 € gegründet und ist im Stiftungsverzeichnis Nordrhein-Westfalen mit der Ordnungsnummer 21.13.01.02-304 registriert. Das Stiftungsvermögen hatte 2021 einen Umfang von ca. 30,0 Mio. €.

## Organe der Stiftung
Die Organe der Stiftung sind das Kuratorium und der Vorstand.
Das Aufsichtsgremium der Stiftung ist das aus mindestens fünf Personen bestehende Kuratorium. Der Vorstand wird aus mindestens zwei Personen gebildet.

## Satzung und Ziele
Die Stiftung trias fördert Initiativen, die Fragestellungen des spekulationsfreien Umgangs mit Grund und Boden, ökologische Verhaltensweisen und neue Formen des Wohnens aufnehmen.
Ihre Stiftungsziele verwirklicht sie gemeinsam mit Kooperationspartnern im Rahmen der gemeinnützigen Zielsetzungen.
Die Stiftungsziele gemäß der Satzung umfassen
- die Förderung des Natur- und Umweltschutzes sowie insbesondere des Bodenschutzes
- die Förderung der Jugend- und der Altenhilfe
- die Förderung der internationalen Gesinnung, der Toleranz auf allen Gebieten der Kultur und des Völkerverständigungsgedankens,
- die Förderung der Erziehung, Volks- und Berufsbildung
- die Förderung von Wissenschaft und Forschung zu den Themen der Stiftung (Gemeinschaftliches Wohnen, Boden, Ökologie)[1]
- Denkmalschutz
- Mildtätigkeit

## Tätigkeit
Die Stiftung fördert Projekte und Vorhaben im Sinne ihrer Satzung in erster Linie durch finanzielle Zuwendungen oder die Überlassung von Nutzungsrechten z. B. in Form von Erbbaurecht.
Der Schwerpunkt der Arbeit liegt in der Förderung der gemeinschaftlichen Nutzung und Entwicklung von Gebäuden und Grundstücken.
Bevorzugt wird das Vermögen der Stiftung zum Erwerb von Grundstücken verwendet, die gemeinschaftlichen, zukunftsgerichteten Wohn- und Cohousing-Projekten und anderen gemeinnützigen Initiativen zur Verfügung gestellt und dem Immobilienmarkt entzogen werden. Ein ganz ähnliches Modell verfolgen das Freiburger Mietshäuser Syndikat und die Schweizer Stiftung Edith Maryon.
Der Ertrag der Stiftung wird wieder zur Unterstützung von bestehenden und zur Gründung von neuen Projekten eingesetzt. Zustiftungen zum Grundstockvermögen sind möglich. Bei größeren Beträgen können über die Bildung von Sondervermögen auch spezielle Ziele dafür vermerkt werden.
Die Stiftung trias verwaltet und finanziert die Angebote Wohnprojekte-Portal.de als zentrale Informationsstelle für gemeinschaftliches Wohnen.

## Projekte
Die Stiftung hat seit ihrer Gründung über ca. 52 Projekte in Deutschland unterstützt, u. a.
- Bahnhof Wuppertal-Beyenburg (Vermietung an soziale Träger)[10]

- ExRotaPrint, Berlin
- Wohnprojekt des „Ent-Spurt e. V.“ in Asendorf[11]
- Wohnprojekte Portal (https://wohnprojekte-portal.de) der Stiftung trias - zu selbst organisierten gemeinschaftlichen Wohneprojekten, Baugruppen und Baugemeinschaften; sowie zu Wohngemeinschaften, Siedlungen und Ökodörfern
- Webseite des Forschungsprojektes „Bürgerfonds“ (http://buergerfonds-stiftung.trias.de/) der Stiftung trais
- Fördermaßnahme „Kommunen innovativ“ des Projektträgers Jülich (PtJ) (https://www.ptj.de/kommunen-innovativ/)
- denk-mal EISWERDER13 gGmbH, Berlin
- LOK18 / Haus der Parität Berlin-Schöneberg[12]
- Wohnprojekt „Mittendrin Leben“ in Dahlem-Harmstorf[13][14]
- Zentralwerk Kultur- und Wohngenossenschaft Dresden eG, Dresden[15]

## Kooperationen
Gemeinsam mit weiteren Stiftungen beteiligt sich die Stiftung am Fonds „Auf Augenhöhe“, welcher das ehrenamtliche Engagement von Bürgerstiftungen für Geflüchtete unterstützt.
Die Stiftung ist Mitglied im Netzwerk Wandelstiften.

## Forschung
Im Rahmen des Forschungsvorhabens „Kommunen innovativ“ beteiligt sich die Stiftung trias, gemeinsam mit u. a. der Arbeitsgemeinschaft Deutsche Fachwerkstädte, als Projektpartner am Forschungsprojekt „Bürgerfonds - Entwicklung eines bürgerschaftlich getragenen Entscheidungs- und Finanzierungsmodells für Innenentwicklung und Stadtumbau in schrumpfenden kleinen und mittleren Städten“ (Projektlaufzeit 1. Oktober 2016 – 30. September 2019) des BMBF.

## Publikationen
Die Stiftung trias gibt Broschüren rund um die Themen der Stiftung heraus.
Der Schwerpunkt liegt im Bereich gemeinschaftliches Wohnen:
- Stiftung trias (Hrsg.): Das Erbbaurecht ein anderer Umgang mit Grund und Boden
- Stiftung trias (Hrsg.): Der Verein als Rechtsform für Wohnprojekte
- Stiftung trias (Hrsg.): Die Finanzierung zivilgesellschaftlicher Projekte - Was unerlaubtes Bankgeschäft bedeutet
- Stiftung trias (Hrsg.): Die GbR als Rechtsform für Wohnprojekte
- Stiftung trias (Hrsg.): Die Genossenschaft als Rechtsform für Wohnprojekt
- Stiftung trias (Hrsg.): Die KG als Rechtsform für Wohnprojekte
- Stiftung trias (Hrsg.), id22: experimentcity europe - a new platform for co-housing: cooperative, collaborative, collective and sustainable housing cultures
- Stiftung trias (Hrsg.): Finanzierung von Wohnprojekten
- Stiftung trias, Stiftung Edith Maryon (Hrsg.): Grundzüge eines modernen Bodenrechts - Theorie und Praxis für einen anderen Umgang mit Grund und Boden
- Stiftung trias (Hrsg.): Rechtsformen für Wohnprojekten
- Stiftung trias (Hrsg.): Testament und Erbschaft
- Stiftung trias, Schader-Stiftung (Hrsg.): Gemeinschaftlich Wohnen. Raus aus der Nische – rein in den Markt! Darmstadt 2008, ISBN 978-3-932736-23-0.